# Light Crusader : Le Mystère de Green Rod
 (octobre 2019).
Si vous disposez d'ouvrages ou d'articles de référence ou si vous connaissez des sites web de qualité traitant du thème abordé ici, merci de compléter l'article en donnant les références utiles à sa vérifiabilité et en les liant à la section « Notes et références ».
Light Crusader : Le Mystère de Green Rod (ライトクルセイダー, Light Crusader) est un jeu vidéo de rôle développé par Treasure et édité par Sega, sorti en 1995 sur Mega Drive.

## Histoire
Le roi Fréderick fait appel à un chevalier de talent, David, afin de découvrir qui est à l'origine de la malédiction lancée sur Green Rod. D'abord envoyé dans le hameau chercher des réponses, ses pérégrinations le mèneront jusqu'à un cimetière, dont l'une des tombes se trouve être un passage secret vers un immense mausolée situé sous la ville. Petit à petit, David va apprendre que ce mausolée est présent depuis des lustres pour garder une entité démoniaque prisonnière sous terre, et que ceux qui se cachent derrière cette malédiction cherchent à le libérer, afin de se venger du Roi. David devra affronter une multitude de monstres et de créatures sinistres afin de sauver les habitants enlevés et offerts en sacrifice au démon, fera d'étonnantes rencontres et sera soumis à des énigmes complexes afin de progresser dans le mausolée et de sauver à la fois Green Rod, mais aussi le monde entier...

## Système de jeu
Le jeu se déroule sur de nombreux niveaux (qui sont en fait un étage inférieur à chaque fois dans le donjon) dans un environnement en huis clos et en 3D isométrique. Le joueur dirige un personnage qui est, la plupart du temps, dans le donjon et y rencontre des monstres et des boss. Il peut attaquer au corps à corps à l'aide de son épée ou avec de la magie réunissant les quatre éléments naturels (feu, eau, air, terre) et pourra même les combiner (exemple : feu + air = lance flamme). Le jeu est ponctué de séquences de jeu de plates-formes, où le joueur doit résoudre plusieurs énigmes dont le degré de difficulté varie au fil de l'aventure. Elles sont constituées pour la plupart d'objets (tonneaux, boulets) à déplacer sur des trappes et élévateurs permettant, une fois celle-ci résolue, d'accéder à la pièce suivante. Les objets à récupérer dans le jeu vont de simples aliments (viande, poisson, etc.) à des potions pour la santé, ou artefacts magiques, en passant par les armes (gantelets, épée, armure) qui d'ailleurs, peuvent augmenter ou diminuer la puissance et la résistance du personnage.
Certaines pièces dans le donjon sont des lieux neutres, ou le personnage peut soit se soigner entièrement (fontaines), soit se téléporter à travers le donjon (selon le niveau d'exploration effectué). Certains PNJ dans le jeu peuvent vendre des objets ou proposer des services en échange de G.P. (la monnaie courante dans le jeu) comme une nuit d'hôtel, la vente de magie ou même le rachat d'objets détenus par le joueur afin de gagner de l'argent.
Bien que le concept du jeu puisse paraître assez basique, l'aventure se révèle très captivante et intéressante tant au niveau du scénario (simple et précis) qu'au niveau des équipements et diverses techniques magiques découvertes. Le joueur pourrait cependant avoir un sentiment de désorientation au milieu du donjon qui peut sembler labyrinthique.[Interprétation personnelle ?]
Le joueur a la possibilité de sauvegarder sa partie (quatre sauvegardes sont disponibles), ce qui est relativement rare sur Mega Drive.

## Commercialisation
Le jeu est sorti en France dans une version intégralement traduite.
En 2018, le jeu fut intégré en format dématérialisé dans la collection Sega Mega Drive Classics disponible sur PlayStation 4, Nintendo Switch et Xbox One.

## Développement

### Équipe de développement
- Programmeur principal : Konig Ishida
- Programmeur : Masato Maegawa
- Supporter : Keiji Fujita
- Conception des personnages et des décors : H. Iuchi 9
- Conception des personnages : Oginon, Kaname Shindoh, Kafuichi
- Directeur son : Nazo Nazo Suzuki
- Musique : Aki Hata (en)
- Effets sonores : Satoshi Murata

## Accueil
- Joypad : 88 %[1]